# Leptostomias robustus
Leptostomias robustus es una especie de pez de la familia Stomiidae en el orden de los Stomiiformes.

## Morfología
Los machos pueden llegar alcanzar los 33 cm de longitud total.

## Hábitat
Es un pez de mar y de aguas profundas.

## Distribución geográfica
Se encuentra en el Japón.